# Kane (Command & Conquer)

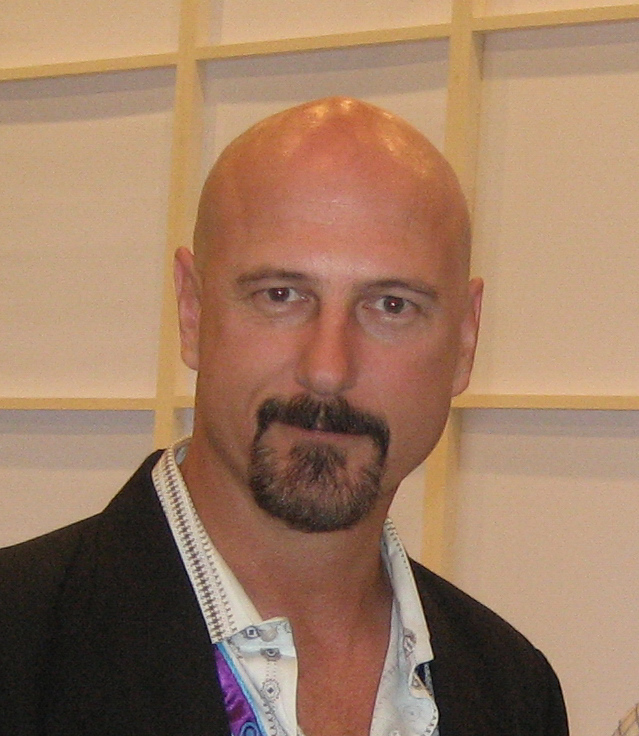
Představitel Kanea Joseph Kucan

Kane je vůdce frakce Bratrstvo Nod, která se vyskytuje v počítačových hrách od Westwood Studios, později EA.
Jeho původ je neznámý. Poprvé (co do vydání hry) se vyskytl ve hře Tiberian Dawn, na časové ose hry se ale poprvé objevil v Red Alert, kde dělal poradce Stalinovi. Na konci sovětské kampaně se Kane Stalina zbavil.
V tiberiových dílech je Kane vůdcem pseudonáboženského masového hnutí s transhumanistickými ambicemi s název Bratrstvo Nod. Jeho asistenem je Anton Slaavik. 
Kanea ztvárnil Joseph Kucan.

## Hry
- Command & Conquer: Tiberian Dawn
- Command & Conquer: Red Alert
- Command & Conquer: Tiberian Sun
- Command & Conquer: Tiberian Sun: Firestorm
- Command & Conquer: Renegade
- Command & Conquer 3: Tiberium Wars
- Command & Conquer 3: Kane´s Wrath
- Command & Conquer 4: Tiberium Twilight